# Jean-Claude Bigué
Pour les articles homonymes, voir Bigué.
Jean-Claude Bigué, M.Sc., C.I.B.C., né à Montréal, province de Québec, le 3 octobre 1952 . Il est un banquier privé et homme d’affaires canadien. Il s’est principalement démarqué dans la  gestion privée de patrimoine et l'ingénierie patrimoniale au Canada.
J.C. Bigué s’active depuis 2004 à fonder la première banque privée au Canada en réunissant un groupe de professionnels chevronnés qui dirigeront la future Banque Privée Belmont et ses filiales, la Société de fiducie Belmont, Services de Family Office Belmont, Belmont Dépôts & Placements, Belmont Gestion du risque, Belmont Services conseils, Capital Belmont Alliances stratégiques, Coopérative de soins de santé Belmont, Club Privé Belmont, Limousines Belmont, Services internationaux Belmont et la Fondation Belmont, premier groupe financier canadien à offrir les services intégrés de gestion privée de patrimoine, d'ingénierie patrimoniale et de Family Office, dans la pure tradition des banques privées suisses. Ils deviennent les premiers entrepreneurs du secteur bancaire à fonder une banque privée au Canada, à exercer leurs activités en y ayant investi leurs propres capitaux et appuyé par des gens d'affaires.
Il est le l’aîné d’une famille de quatre enfants. Son père, Jacques Bigué est menuisier et sa mère, Monique de Montigny, secrétaire dactylo, s’occupe du bien être de la famille. Il fait ses études dans les écoles secondaires locales. Il complète des études à l’Université du Québec à Montréal (U.Q.A.M.) et obtient une Maîtrise en gestion de projet de l’Université du Québec à Rimouski (U.Q.A.R.). Il est également diplômé de l’Institut des banquiers canadiens (I.B.C.) en administration générale, en finance & en comptabilité, de l’Institut canadien des valeurs mobilières (I.C.V.M.) et de l’Institut québécois de planification financière (I.Q.P.F.). Il était, jusqu’en septembre 2007, membre de l’Ordre des administrateurs agréés du Québec (O.A.A.Q.). 
J.C. Bigué est marié avec Lenda Handfield (1976) et ont deux enfants Patrice (1981) et Vanessa (1986).
Il commence sa carrière en 1972, dans le commerce de détail à titre de copropriétaire d’une boutique de vêtements pour homme. Il bifurque vers les services financiers en 1975 et devient Directeur de succursale d’une institution financière d’envergure internationale dès 1977. Il dirige des bureaux à Montréal, Chambly, Mont-Laurier, Granby et Saint-Laurent tous dans la province de Québec. En 1987 il se joint à une grande banque canadienne où il occupe divers postes de cadre supérieur. Après avoir œuvré dans les prêts aux particuliers, les prêts hypothécaires, les prêts aux investisseurs, le crédit commercial et le placement, il s’est spécialisé en gestion privée de patrimoine dès 1990 (Banquier privé principal, Directeur des services de fiducie et de placements, Directeur régional développement des affaires et  Conseiller en gestion de patrimoine). De 2002 à 2004, il occupe les fonctions de Vice-président Finance & Administration pour une société œuvrant dans les technologies de l’information. Il a été consultant à temps partiel en comptabilité et en planification financière (1984-1990). Il a également été professeur à temps partiel pour l’Institut des banquiers canadiens (I.B.C.) et pour le Collège Édouard-Monpetit (GEGEP).
J.C. Bigué a écrit des chroniques financières internes à l’intention du personnel de succursales bancaires, pour des hebdomadaires régionaux, des périodiques spécialisés, deux mémoires représentant la position de l’Ordre des Administrateurs agréés du Québec (O.A.A.Q.) à l’intention de l’Association des commissions des valeurs mobilières du Canada et des ministres des finances. Il est l’un des professionnels à avoir développé le domaine d’activité professionnelle de gestion de patrimoine privé et y avoir établi les premiers concepts en gestion de patrimoine au Canada. Il est coauteur de Gestion de patrimoine privé - guide des meilleurs pratiques édité par Publications CCH(# Q672.) Il a été Vice-président – Affaires professionnelles  du  domaine d’activités professionnelle de la Planification financière (2000-2004) et Président du domaine d’activité professionnelle de Gestion de patrimoine privé (2004-2006) au sein de l’Ordre des administrateurs agréés du Québec. Il a siégé sur le Conseil d’administration de plusieurs PME et d’associations à but non lucratif.  M. Bigué a animé de nombreux séminaires et conférences, il a collaboré à l’élaboration d’un diplôme de 2e cycle (D.E.S.S.) en Gestion de patrimoine privé avec l’École des hautes études commerciales de Montréal (H.E.C.).
J.C. Bigué a été Chef-évaluateur des Grands Prix québécois de la qualité du Ministère de l’Expansion économique régionale du Gouvernement du Québec pour les années 2001 à 2006, Expert - Diagnostic et solutions, lors l’Événement qualité 2004 du Mouvement québécois de la qualité. En 1995, il a été Président du conseil régional de Québec de l’Institut des banquiers canadiens (I.B.C.). Il a également suivi à l’Université de Sherbrooke plusieurs cours en fiscalité de niveau maîtrise, à l’École des HEC Montréal, une formation en éthique des affaires, a complété au Covey Leadership Centre la formation Seven Habits of Highly Effective People et au Cannon Financial Institute, Banking on Wealth. Il est cofiduciaire de nombreuses fiducies familiales. Il a été Vice-président exécutif de la Ligue navale du Canada, succursale Cap-Rouge/St-Augustin (1994-95), Lieutenant et Chef senior du Corps Royal des cadets de l’armée canadienne, Régiment de Maisonneuve (1966-69). 
J.C. Bigué a initié la Banque Privée Belmont et ses filiales en rédigeant les concepts de base de sa formation, en réunissant plus de cinquante professionnels d’expérience et en recrutant un groupe d’investisseurs permettant la réalisation de ce projet de première banque privée au Canada. 
Jean-Claude Bigué est membre du Conseil d’administration, Président du Comité de direction exécutive, Président du Comité exécutif et Président du comité de planification stratégique. Il occupera les fonctions de Président et de Chef de la direction de Banque Privé Belmont et de ses filiales membres du Groupe de gestion privée de patrimoine Belmont.